# Sam Karpienia
 (juillet 2025).
Si vous disposez d'ouvrages ou d'articles de référence ou si vous connaissez des sites web de qualité traitant du thème abordé ici, merci de compléter l'article en donnant les références utiles à sa vérifiabilité et en les liant à la section « Notes et références ».
 (août 2020).
Sam Karpienia, né Samuel Serge Karpienia le 11 juillet 1971 à Évreux, est un auteur, compositeur, musicien et interprète français.

## Biographie
D'origine normande et polonaise, Sam Karpienia s'installe à Port-de-Bouc dans les Bouches-du-Rhône avec ses parents alors qu'il n'a pas 1 an. Il y découvre la culture gitane, le flamenco, Camaron de la Isla, Paco de Lucia, Youssou N'Dour et Bob Marley.
Pour ses 17 ans, ses parents lui offrent sa première guitare électrique.
Fin des années 1980, il rassemble quelques amis pour créer un premier groupe de musique : Kanjar'Oc. En 1994 il quitte le groupe et s'oriente vers la culture occitane.

## Confluences musicales
Plutôt que des influences musicales, Sam Karpienia se trouve à la confluence de plusieurs univers musicaux. Si l'Occitan, et, en particulier, le Provençal ont marqué d'une forte empreinte ses compositions, c'est toujours mêlé de sources variées d'inspirations et de styles musicaux, avec une place particulière pour son amour de jeunesse, le rock.

## De Kanjar'oc à De La Crau en passant par Dupain
Dès la fin des années 1990, Sam Karpienia se découvre une passion pour le chant et fera ses premières armes aux côtés de Manu Théron et Barbara Ugo au sein de la formation polyphonique Gacha Empega. L'instrument qui l'accompagne à ce moment-là, outre la voix, est le tambourin qu'il découvre en Italie du Sud, dans les Pouilles, le Salento.
En 2000 il forme le groupe Dupain, et accompagne sa voix d'un tambourin. Dupain mêle les inspirations méditerranéennes et occitanes au courant de musiques actuelles Electro-Rock.
Le tambourin (Sam Karpienia), la vielle à roue (Pierre-Laurent Bertolino), et la batterie (Sam de Agostini) se rencontrent. Le label Virgin signe le groupe pour deux albums, L'Usina (2000) et Camina (2002).
Pour le 2e album de Dupain, Noël Baille (basse) vient compléter la formation. Sam Karpienia pose le tambourin pour le Mandole Algérois, instrument qui l'accompagnera sur la suite de son parcours musical.
Le troisième album, Les Vivants (majoritairement en français), est produit par Corida et signé chez le Label Bleu (2005).
C'est une nouvelle formation qui compose le 4e album du groupe, La Sorga, sorti en 2015 sous le label Buda Musique produit par Full Rhizome : Sam Karpienia, mandole et voix - Pierre-Laurent Bertolino vielle à roue, François Rossi, batterie - Manu Reymond, contrebasse - Gurvant Le Gac, flûte.
Parallèlement au parcours de Dupain qui multiplie les concerts, Sam Karpienia mène deux autres projets. Le premier, en 2009, où il sort un album en français, Extactic Malanconi, sous le label Dfragment. C'est la première fois que Sam Karpienia (chant mandole) compose un album solo en collaboration avec Daniel Gaglione (mandole). L'album est joué aux percussions par Bijan Chemirani ; Mathieu Goust les accompagne à la batterie en concert.
En 2012, il forme le groupe Forabandit (qui signifie « exclu » en occitan) avec Bijan Chemirani et Ulas Urum Ozdemir. Le mandolocelle (mandole accordé comme un violoncelle) et la voix de Sam Karpienia se mêlent cette fois au Zarb iranien de Bijan Chemirani et au Saz turc, le baglama et la voix de Ulas Urum Ozdemir.
Le premier album qui porte le nom du groupe, sort en 2012 sous le label Buda Music. En 2017, après une pause de 2 ans (dans la marine marchande comme matelot) il forme le groupe De La Crau (référence à la steppe de la Crau, Bouches-du-Rhône) avec Manu Reymond à la contrebasse et Thomas Lippens à la batterie. Cette formation révèle l'occitan dans une dimension moderne. La musique aux influences rocks et la voix puissante s'élèvent entre mandole (acoustique ou électrique), guitare (en alternance), batterie et contrebasse pour revendiquer l'alliance entre héritages occitan, méditerranéen et musique actuelle.

## Albums

### Dupain
- 2000 : L'Usina, Virgin music
- 2002 : Camina, Virgin music
- 2005 : Les Vivants, Label bleu
- 2015 : La Sorga, Buda Music

### Forabandit
- 2012 : Forabandit, Buda Musique
- 2014 : Port, Buda Musique

### En selo
- 2009 : Extatic Malanconi, Dfragment Music
- 2022 : De la Crau Temperi